# مشرع الحبشي (الصومعة)

تعديل مصدري - تعديل

مشرع الحبشي هي إحدى قرى عزلة ال سعيد بمديرية الصومعة التابعة لمحافظة البيضاء، بلغ تعداد سكانها 330 نسمة حسب تعداد اليمن لعام 2004.